# Astracantha acetabulosa
Astracantha acetabulosa là một loài thực vật có hoa trong họ Đậu. Loài này được (C.C.Towns.) Podlech miêu tả khoa học đầu tiên.